# ルイスキツツキ
ルイスキツツキ（学名：Melanerpes lewis）は、キツツキ目キツツキ科に分類される鳥類の一種。
名前の由来はMeriwether Lewisから。

## 画像

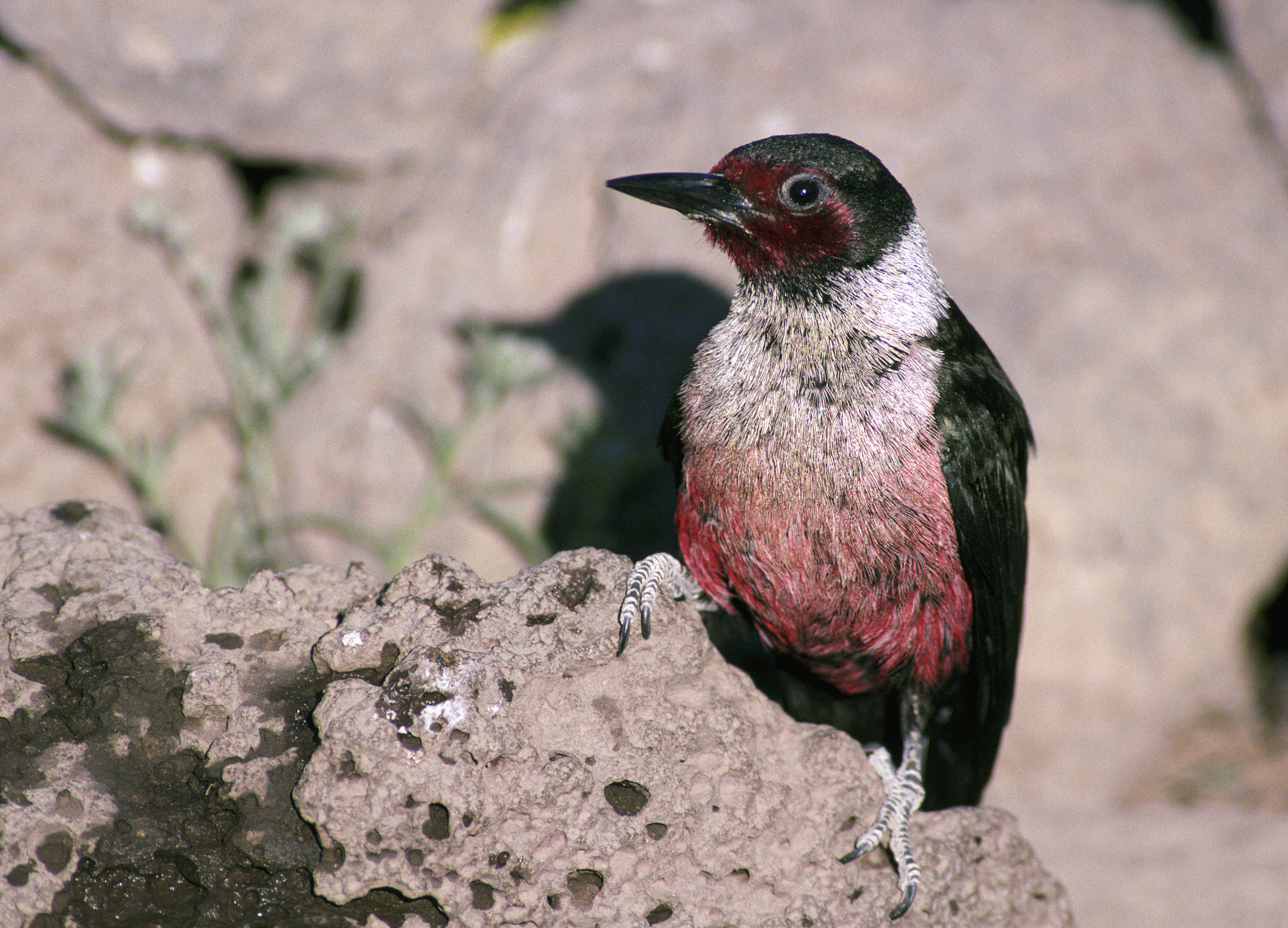
ルイスキツツキ

## 分布
北アメリカ